# Dipolog
Dipolog – miasto na Filipinach, w regionie Półwysep Zamboanga, w prowincji Zamboanga del Norte.

## Opis
Miasto zostało założone w 1913 roku. W mieście znajduje się Port lotniczy Dipolog i port morski. Obecnie miejscowość jest ośrodkiem turystycznym, położonym nad Morzem Sulu.  

## Miasta partnerskie
- Kaohsiung, Republika Chińska
- Dapitan, Filipiny
- Iligan, Filipiny
- Zamboanga, Filipiny
- Dapitan, Filipiny

## Linki zewnętrzne

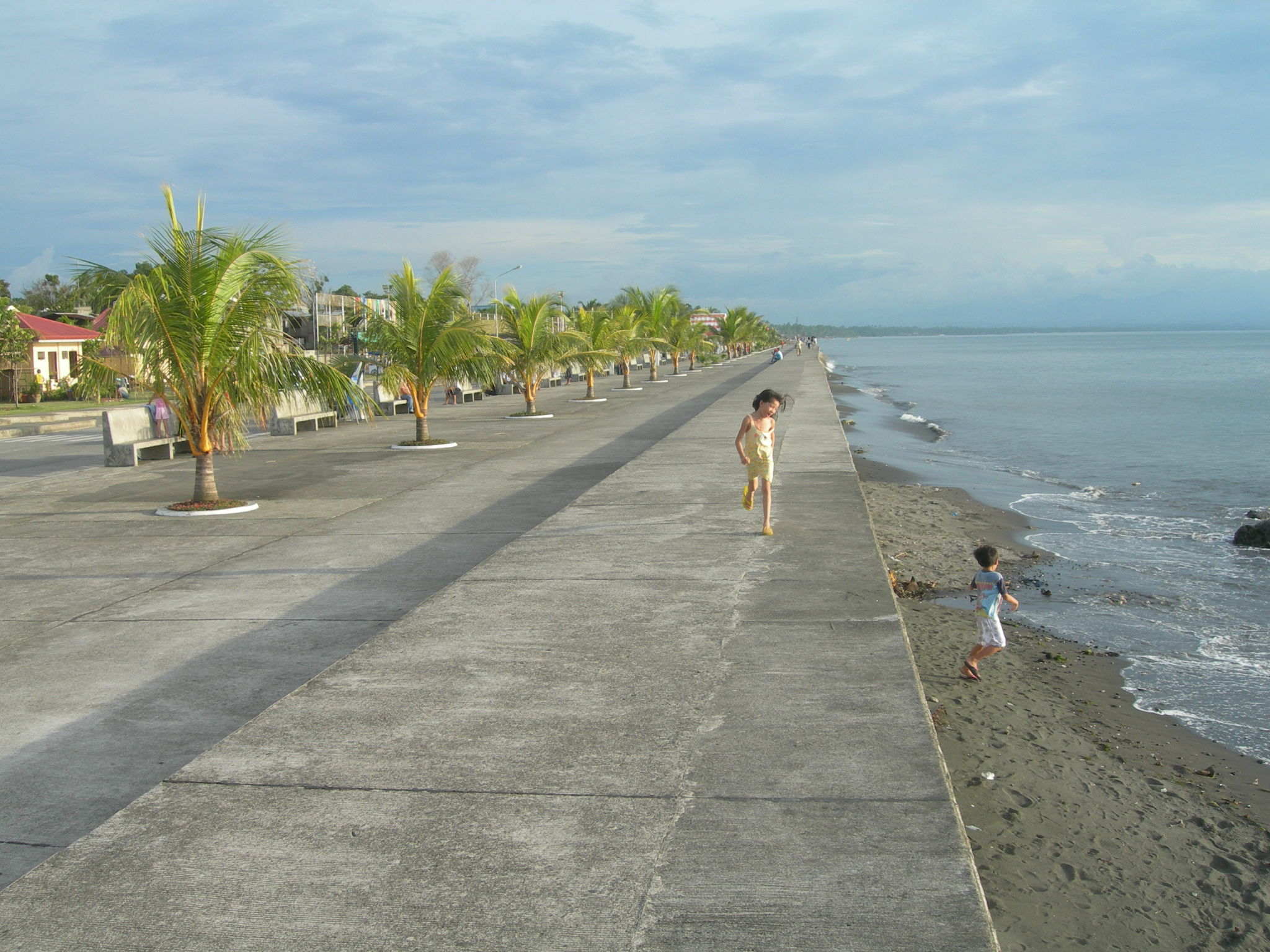
Bulwar nadmorski w Dipolog